# Open design
L'open design, o progettazione aperta, è lo sviluppo di prodotti fisici, macchine e sistemi attraverso l'uso di informazione progettuale condivisa pubblicamente.

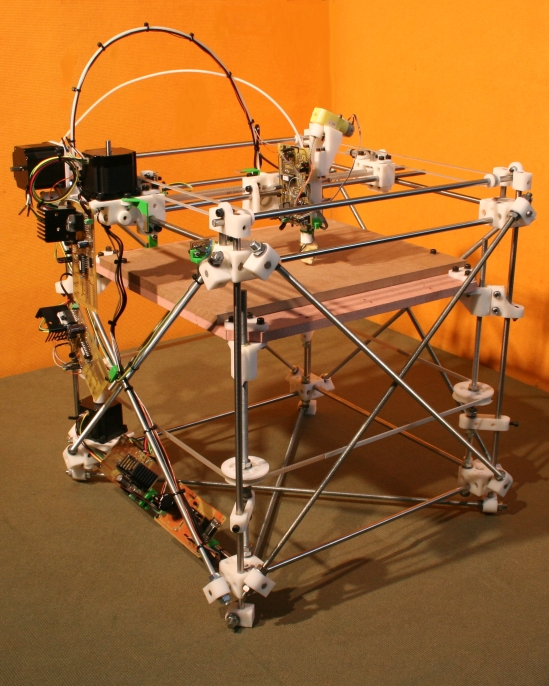
RepRap, la stampante 3D esempio di progettazione aperta

Questo processo è facilitato da internet e spesso è conseguito senza alcun compenso monetario.
Gli obiettivi e la filosofia sono identici all'open source ma risiedono in un differente paradigma.

## Origine
I principi dell'open design derivano dai movimenti open source, definito originariamente nel 1997 da Eric S. Raymond, Tim O'Reilly, Larry Augustin e Bruce Perens.

## Iniziative
L'open design è un movimento ancora in sviluppo e consiste in diverse iniziative; le principali sono elencate di seguito:
- Appropedia;
- OSArc;
- VIA OpenBook;
- VOICED;
- Instructables;
- littleBits.